# Pruttieshoek
De Pruttieshoek is een buurt in het Nederlandse dorp Heemse in de gemeente Hardenberg (provincie Overijssel). 

## Geschiedenis en ligging van Heemse-Pruttieshoek
Deze buurtschap is voor het grootste deel in de eerste helft van de twintigste eeuw gebouwd. Van vroeger uit waren hier voornamelijk agrarische bedrijfjes gevestigd. Verder staan er enkele huizen van recentere datum. De Pruttieshoek ligt tussen de N34 (Ommerweg), de N343 (Haardijk) en Hessenweg in. In het westen en zuiden liggen gedeelten van het oude dorp Heemse, in het oosten de Heemsermars uit de jaren 60 en in het noorden 'de Haardijk', een industrieterrein dat gebouwd is sinds 2000. Er waren plannen om een oud schoenmakershuisje in deze buurt te verplaatsen en een oude boerderij te slopen voor een nieuw kantoor van de Rabobank. Het schoenmakershuisje is gesloopt in 2012. In de gemeenteraad is regelmatig over dit onderwerp ingesproken en raadsleden hebben ook schriftelijke vragen gesteld hierover. Uiteindelijk is besloten dat herbouw niet meer zal plaatsvinden.

## Wegen
De buurt ligt tussen drie belangrijke wegen in:
- de N34, de verbinding tussen Zwolle en Drenthe die zeer belangrijk is voor Hardenberg en Heemse.
- de N343 (de Haardijk), de verbinding tussen Heemse en Lutten, vanwaar de weg doorloopt naar de A28.
- de Hessenweg, de eeuwenoude verbinding tussen Duitsland en Zwolle en Kampen, deze loopt verder over de Hessenweg en de Brink, waarna hij overgaat in voetgangersgebied in Hardenberg.

## Voorzieningen en bezienswaardigheden
De enige bedrijvigheid in de buurt zijn een notariskantoor, hypotheekadviseur en enkele agrarische bedrijven. Nog niet lang geleden stond er koffiehuis Heemse, dat verplaatst is, en nu restaurant 'het Heemse' heet, naar de Marslanden, een nieuwe woonwijk op de Heemsermars. In het omliggende gebied staan veel oude gebouwen.